# Kertajaya (Bongas)
Kertajaya is een bestuurslaag in het regentschap Indramayu van de provincie West-Java, Indonesië. Kertajaya telt 7540 inwoners (volkstelling 2010).